# Nigel Hart
Nigel Hart (sinh ngày 1 tháng 10 năm 1958) là một cựu cầu thủ bóng đá người Anh thi đấu ở vị trí hậu vệ thi đấu cho Wigan Athletic, Leicester City, Blackpool, Crewe Alexandra, Bury, Stockport County, Chesterfield và York City.

## Sự nghiệp
Hart khởi đầu sự nghiệp bán thời gian tại Stockport County trước khi gia nhập Wigan Athletic năm 1978. Sau khi trải qua một mùa giải với đội dự bị, ông có 1 lần ra sân tại Football League cho câu lạc bộ trong mùa giải 1979–80 trước khi chuyển đến Leicester City.

## Đời sống cá nhân
Hart là con trai của Johnny Hart, người từng thi đấu và dẫn dắt Manchester City. Anh trai của ông, Paul, cũng thi đấu ở vị trí hậu vệ.